# Entephria grisearia
Entephria grisearia là một loài bướm đêm trong họ Geometridae.